# Allspring Global Investments
Allspring Global Investments (Allspring) er en amerikansk formueforvaltningsvirksomhed med hovedkvarter i Charlotte, North Carolina.
Allspring Global Investments udgjorde frem til 2021 aktiv-forvaltningsdivisionen i Wells Fargo, kendt som Wells Fargo Asset Management (WFAM) der blev etableret i 1995. De har aktiver under forvaltning for 645 mia. USD.